# Cerkovna, Silistra
Cerkovna (în bulgară Черковна, în română Cercovna sau Ciocovna) este un sat în comuna Dulovo, regiunea Silistra, Dobrogea de Sud, Bulgaria. Între anii 1913-1940 a făcut parte din plasa Accadânlar a județului Durostor, România.      

## Demografie
Componența etnică a satului Cerkovna
     Romi (62,97%)
     Turci (8,3%)
     Nicio identificare (6,57%)
     Altele (22,14%)
La recensământul din 2011, populația satului Cerkovna era de 578 locuitori. Din punct de vedere etnic, majoritatea locuitorilor (62,97%) erau romi, cu o minoritate de turci (8,3%). Pentru 6,57% din locuitori nu este cunoscută apartenența etnică.

### Recensământul românesc din 1930
Componența etnică a comunei Cercovna (județul Durostor)
     Români (11,29%)
     Bulgari (52,97%)
     Turci (11,46%)
     Tătari (23,51%)
     Altă etnie (0,77%)
Componența confesională a comunei Cercovna
     Ortodocși (64,6%)
     Musulmani (34,98%)
     Adventiști (0,42%)
Conform recensământului efectuat în 1930, populația comunei Cercovna se ridica la 1.195 locuitori. Majoritatea locuitorilor erau bulgari (52,97%), cu o minoritate de români (11,29%), una de turci (11,46%) și una de tătari (23,51%). Alte persoane s-au declarat: ruși (1 persoană), polonezi (1 persoană) și romi (7 persoane). Din punct de vedere confesional, majoritatea locuitorilor erau ortodocși (64,6%), dar existau și musulmani (34,98%) și adventiști (0,42%).